# Петров, Стилиян
Стилия́н Алёшев Петро́в (болг. Стилиян Альошев Петров; род. 5 июля 1979[…], Михайловград, Болгария) — болгарский футболист, полузащитник. Участник чемпионата Европы 2004 в составе сборной Болгарии. В течение семи лет защищал цвета шотландского «Селтика».

## Карьера

### Клубная карьера
Стилиян начинал карьеру в родном городе Монтана в одноимённой команде. В 1997 году он перешёл в софийский ЦСКА, а ещё через два года переехал в Шотландию, где начал играть за «Селтик». С этой командой Петров добился серьёзного успеха, став чемпионом страны, обладателем Кубка Шотландии и Кубка Лиги, а также приняв участие в финале Кубка УЕФА в 2003 году, в котором «Селтик» в дополнительное время уступил «Порту».
В апреле 2006 года Петров, который был капитаном «Селтика», в письменной форме запросил у руководства клуба трансфер в «Астон Виллу», которую возглавил бывший наставник «Селтика» Мартин О'Нил, однако ему было отказано. Тем не менее, 30 августа 2006 года бирмингемский клуб всё же выкупил Стилияна у «Селтика» за шесть с половиной миллионов фунтов (сумма может возрасти до 8 миллионов в будущем). Петров подписал с новой командой контракт сроком на четыре года. Несмотря на то, что Стилиян регулярно появляется на поле в матчах «Астон Виллы», он пока не демонстрирует той формы, благодаря которой заслужил уважение болельщиков «Селтика» и сборной Болгарии.
24 марта 2012 года после матча 30 тура английской Премьер-лиги против «Арсенала» Петров почувствовал себя плохо. 30 марта ему был поставлен диагноз — острый лейкоз. Однако, как заявил 31 марта его агент, завершать игровую карьеру Петров не собирается: «Это не правда, что Петров решил завершить свою карьеру. Он только сказал, что будет бороться и сражаться за свою жизнь». 9 мая 2013 года болгарин объявил о завершении карьеры, сказав что это решение далось ему нелегко.
23 июня 2016 года Петров возобновил карьеру игрока, однако уже 21 августа того же года игрок объявил об окончательном завершении футбольной карьеры, не проведя ни одного официального матча за свой клуб.

### Международная карьера
С 2003 года, после того, как Красимир Балаков завершил международную карьеру, Стилиян являлся капитаном сборной Болгарии. Однако его отказ выступать за национальную команду, пока ей руководит Христо Стоичков, и последовавшее через полгода возвращение стали причиной того, что капитанскую повязку вместо него получил Димитр Бербатов. В 2004 году на чемпионате Европы в Португалии Петров был удалён с поля в матче против команды Дании.

## После карьеры игрока
Интенсивное лечение позволило Стилияну Петрову справиться с болезнью: в марте 2015 года он вернулся в футбол и стал помощником тренера «Астон Виллы».
В мае 2015 года Петров стал послом чемпионата Европы среди юношей до 17 лет, проходящего в Болгарии.

## Достижения
Командные
ЦСКА
- Обладатель Кубка Болгарии: 1999

«Селтик»
- Чемпион Шотландии (4): 2001, 2002, 2004, 2006
- Обладатель Кубка Шотландии (3): 2001, 2004, 2005
- Обладатель Кубка Лиги (3): 2000, 2001, 2006
- Финалист Кубка УЕФА: 2003

«Астон Вилла»
- Обладатель Кубок Интертото: 2008

Личные
- Игрок года в Болгарии: 2003
- Молодой игрок года в Шотландии по версии футболистов: 2001

## Личная жизнь
Женат на Паулине Петровой, у пары двое детей — Стилиян-младший и Кристиян.